# سد شوط مغان
سد شوط مغان بر روی رودخانه ارس در مرز ایران و جمهوری آذربایجان در منطقه مغان قرار دارد.
این سد شامل دو توربین کاپلان جمعا به قدرت ۱۳ مگاوات (هر کدام ۶.۵ مگاوات) است.
ظرفیت تولید این نیروگاه ۱۳ مگاوات است.
این نیروگاه در جاده پروژه شهرک آیت الله غفاری شهرستان پارس آباد مغان می باشد.